# Gudrun Burwitz
Gudrun Burwitz (Múnich, Alemania; 8 de agosto de 1929 - Múnich, 24 de mayo de 2018) fue una activista nacionalsocialista hija del líder nazi y Reichsführer-SS Heinrich Himmler y su esposa Margarete.

## Breve biografía
Gudrun nació en Múnich, el 8 de agosto de 1929 bajo la égida del matrimonio del entonces Reichsführer titular, Heinrich Himmler y Margarete Boden.
Su padre la llamaba por el diminutivo "Püppy" ("muñequita", en alemán).
Durante su infancia, Gudrun apareció en algunas fotografías oficiales junto a su padre y tenía la apariencia de la típica niña del ideario nacionalsocialista. Gudrun tuvo además un hermano (adoptado en 1930) y dos medios hermanos (un varón y una mujer) producto de la relación amorosa del líder nazi con su secretaria personal Hedwig Potthast. 

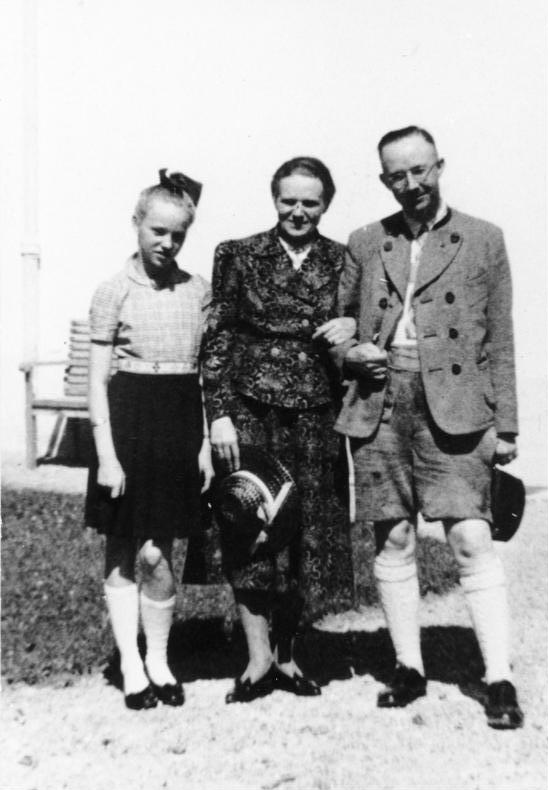
Gudrun junto a sus padres

En su niñez, Gudrun gustaba de la botánica y en una visita al campo de concentración de Dachau ella expresó lo que vio allí:

"Hoy hemos estado paseando. por el campo de concentración de Dachau y papá me ha enseñado la huerta donde crecen las lechugas y los cereales. Después hemos visto los cuadros que han pintado los prisioneros. Eran todos muy bonitos. Al final hemos almorzado muy bien."

Gudrun, debido a las actividades de su padre, lo vio en contadas ocasiones y a pesar de esto desarrolló una gran veneración por su figura.
Su padre comentió suicidio en cautiverio en 1945 y tanto su madre como su hija fueron detenidas por las fuerzas británicas y mantenidas en un campo de prisioneros hasta 1950.

### Vida adulta
Una vez liberada, Gudrun no renegó del nazismo. Se casó con el periodista Dieter Wulf Burwitz, radicándose en Fürstenried, y en 1951 se unió al Stille Hilfe, una organización de ayuda furtiva a exmiembros de las SS detenidos, condenados o fugitivos. Adicionalmente, Gudrun Burwitz fue una tenaz negacionista del exterminio en los campos de concentración.
Desde 1961 a 1963 trabajó bajo un nombre falso como secretaria para la agencia de inteligencia de la República Federal Alemana, la Bundesnachrichtendienst, en su cuartel general en Pullach. Fue despedida en 1963 junto con varios antiguos nazis que trabajaban para la agencia.
Durante décadas Gudrun Burwitz fue una figura pública destacada de Stille Hilfe. En varias reuniones en Austria recibió un tratamiento destacado, como si se tratara de una autoridad.
Peter Finkelgrun, un periodista alemán de investigación, descubrió que Gudrun proporcionó apoyo financiero a Anton Malloth, un antiguo guardia de prisiones nazi y criminal fugitivo. En el año 2001 Malloth fue condenado por torturar a por lo menos 100 prisioneros hasta la muerte en el campo de concentración de Theresienstadt en 1943.
Gudrun Burwitz se mostró esquiva cuando se le preguntaba por su padre, y por razones obvias usó solo su apellido de casada. En las pocas entrevistas concedidas, casi siempre por teléfono, ella negó que su padre se suicidara, trabajando para mejorar la imagen de su difunto padre. Su cruzada en pro de la ayuda a criminales de guerra nazis en poder de la Justicia le valió el calificativo de «Madre Teresa de los nazis». Falleció en Múnich el 24 de mayo de 2018.